# Ursprung Buam
Ursprung Buam ist eine volkstümliche Musikgruppe aus Stumm im Zillertal, Österreich.

## Gruppenmitglieder
Martin Brugger (* 12. November 1976) studierte Rechtswissenschaft an der Universität Innsbruck. Er begann mit 16 Jahren unter der Führung seines Großvaters Geige zu spielen. Sein Bruder Andreas Brugger (* 29. Dezember 1978) studierte ebenfalls an der Universität Innsbruck Rechtswissenschaft und spielt in der Gruppe steirische Harmonika. Manfred Höllwarth (* 5. April 1962) lernte den Beruf des Waffenschmiedes und war mehrere Jahre als volkstümlicher Musikant unterwegs. Auch er lernte unter der Führung des Großvaters der Brüder Brugger die Harfe und den Kontrabass zu spielen. Mittlerweile wurde Manfred Höllwarth durch Franz Josef (* 5. Oktober 1972) ersetzt.

## Werdegang
Auf einer Silvesterfeier, auf der Martin Brugger und sein Bruder Andreas Brugger musizierten, beschlossen sie gemeinsam mit ihrem Cousin Manfred Höllwarth, der nebenbei viele Jahre als volkstümlicher Musikant unterwegs war, das Trio Die Ursprung Buam zu gründen. Unter der Führung vom musikalisch geprägten Großvater der Brüder Brugger wurde die Band 1993 auf die Beine gestellt. Ein erster Platz bei der Volkstümlichen Hitparade im ORF verhalf ihr zu großer Popularität in Österreich, auch in anderen Ländern wie der Schweiz, Deutschland oder den Beneluxstaaten wurden die Ursprung Buam immer bekannter. Im Jahr 2001 wurden sie mit dem Amadeus – Austrian Music Award zur besten Volksmusikgruppe Österreichs gekürt. 2007 wurden sie erstmals für den Echo nominiert.
Bis 2007 brachte die volkstümliche Musikgruppe 13 CDs heraus, wovon zehn Alben in Österreich den Preis der Goldenen Schallplatte bekamen. Sie wurde als erfolgreichste Volksmusikband Österreichs bezeichnet.
2008 kam der Episodenspielfilm Die Österreichische Methode in die Kinos. Für diesen Film steuerten die Ursprung Buam den Titel Zwei rehbraune Augen bei.

## Kontroverse um Rassismus und Sexismus
Im Jahr 2009 warfen das österreichische Internetportal derStandard.at und die österreichische Frauenministerin Gabriele Heinisch-Hosek der Gruppe Rassismus und Sexismus vor. Besonders ein Onlinespiel, bei dem mit einer Steinschleuder eine Kellnerin beschossen und diese über Treffer auf ihre weiblichen Geschlechtsmerkmale entkleidet werden kann, sorgte für Aufregung. Außerdem wurde der Text zum 2007 erschienenen Cover des 1988 von den „Original Zillertalern“ erstveröffentlichten Stimmungsliedes Achmed, lieber Achmed als Herabwürdigung von Muslimen bezeichnet.

„Ja Achmed, du lieber Achmed, du Saudi-Arabier lach’ net, von uns und unseren Frauen kannst du nur träumen im Wüstenland (…) lieber Achmed… verlass’n Heimat, Frau und Kind und alles da drunt’n, drei Tage fliegen sie nur im Kreis, da fällt der Motor aus, sie landen sanft im Wüstenland, jetzt sind sie wieder z'haus.“

Infolge dieser Vorwürfe wurde ein Auftrittsverbot der Gruppe in der ORF/ZDF/SF-Koproduktion Wenn die Musi spielt gefordert. Da die Ursprung Buam eine Pressemitteilung veröffentlichten, in der sie sich von Rassismus und Frauenfeindlichkeit distanzierten und zudem das umstrittene Onlinespiel von der Homepage nahmen, kamen die Sendeanstalten dieser Forderung nicht nach.

## Sonstiges
2013 sorgte für Aufsehen, dass dem Ursprung-Buam-Mitglied Martin Brugger versehentlich Hunderte Fische durch von einem Landwirt ausgebrachte Gülle vergiftet wurden.

## Diskografie

### Alben
| Jahr | Titel                                                                | Höchstplatzierung, Gesamtwochen, AuszeichnungChartplatzierungen (Jahr, Titel, Platzierungen, Wochen, Auszeichnungen, Anmerkungen) | Höchstplatzierung, Gesamtwochen, AuszeichnungChartplatzierungen (Jahr, Titel, Platzierungen, Wochen, Auszeichnungen, Anmerkungen) | Höchstplatzierung, Gesamtwochen, AuszeichnungChartplatzierungen (Jahr, Titel, Platzierungen, Wochen, Auszeichnungen, Anmerkungen) | Anmerkungen |
| Jahr | Titel                                                                | DE | AT | CH | Anmerkungen |
| ---- | -------------------------------------------------------------------- | --- | --- | --- | ----------- |
| 1998 | A Riesenstimmung aus den Zillertal                                   | — | AT24 Gold · (12 Wo.)AT | — |             |
| 1999 | Echt zillertalerisch                                                 | — | — | — |             |
| 1999 | Aufgeigt weacht                                                      | — | AT18 (10 Wo.)AT | — |             |
| 2000 | I bin der Teufelsgeigerbua                                           | — | AT51 (2 Wo.)AT | — |             |
| 2000 | A urige Weihnacht                                                    | — | AT24 Gold · (5 Wo.)AT | — |             |
| 2001 | Damenwahl hamma heit                                                 | — | AT16 Gold · (18 Wo.)AT | — |             |
| 2002 | Don Camillo und Peppone                                              | — | AT5 Gold · (16 Wo.)AT | — |             |
| 2003 | Romeo & Julia                                                        | — | AT6 Gold · (16 Wo.)AT | — |             |
| 2004 | Die schönsten Jodler                                                 | — | AT41 (7 Wo.)AT | — |             |
| 2004 | Das Beste der Ursprung Buam                                          | — | AT27 Gold · (2 Wo.)AT | — |             |
| 2004 | Der Geigenspieler aus dem Zillertal                                  | — | AT25 (9 Wo.)AT | — |             |
| 2004 | S’Original vom Zillertal                                             | — | AT6 Gold · (21 Wo.)AT | — |             |
| 2005 | Ein Casanova kann nicht aufgeig’n                                    | DE80 (2 Wo.)DE | AT6 Gold · (16 Wo.)AT | — |             |
| 2006 | Zwei rehbraune Augen                                                 | DE92 (3 Wo.)DE | AT5 Gold · (11 Wo.)AT | CH74 (1 Wo.)CH |             |
| 2007 | A fesches boarisches Madl                                            | DE56 (2 Wo.)DE | AT5 Platin · (14 Wo.)AT | CH69 (6 Wo.)CH |             |
| 2007 | Live im Zillertal                                                    | — | AT21 Gold · (9 Wo.)AT | — |             |
| 2008 | Grande Canale                                                        | DE62 (2 Wo.)DE | AT5 Gold · (15 Wo.)AT | CH36 (6 Wo.)CH |             |
| 2008 | Echte Volksmusik                                                     | — | AT19 (9 Wo.)AT | CH78 (1 Wo.)CH |             |
| 2009 | Hereinspaziert ins Zillertal                                         | DE51 (2 Wo.)DE | AT18 Gold · (18 Wo.)AT | CH52 (5 Wo.)CH |             |
| 2010 | Amors Pfeil                                                          | DE89 (1 Wo.)DE | AT12 Gold · (13 Wo.)AT | CH42 (4 Wo.)CH |             |
| 2011 | Mück’n fliagn                                                        | DE55 (1 Wo.)DE | AT6 Gold · (13 Wo.)AT | CH74 (1 Wo.)CH |             |
| 2012 | Adam und Eva                                                         | DE96 (1 Wo.)DE | AT6 (11 Wo.)AT | CH100 (1 Wo.)CH |             |
| 2012 | Das Beste – Live                                                     | — | AT31 (8 Wo.)AT | — |             |
| 2013 | Gamsjaga                                                             | DE90 (1 Wo.)DE | AT2 Gold · (15 Wo.)AT | CH94 (1 Wo.)CH |             |
| 2014 | A Geig’n muass her                                                   | — | AT5 Gold · (24 Wo.)AT | CH32 (12 Wo.)CH |             |
| 2015 | Do ist der Wurm drin                                                 | DE71 (1 Wo.)DE | AT3 Gold · (13 Wo.)AT | CH51 (3 Wo.)CH |             |
| 2015 | Große Erfolge                                                        | — | AT75 (1 Wo.)AT | — |             |
| 2016 | Trachtig übernachtig                                                 | DE82 (1 Wo.)DE | AT4 Gold · (9 Wo.)AT | CH58 (1 Wo.)CH |             |
| 2017 | C’est la vie                                                         | — | AT10 (6 Wo.)AT | CH98 (1 Wo.)CH |             |
| 2018 | 25 Hits aus den ersten erfolgreichen Jahren – zum Jubiläum das Beste | — | AT41 (5 Wo.)AT | — |             |
| 2018 | 25 Jahre – 25 Lieder                                                 | — | AT10 (9 Wo.)AT | — |             |
| 2019 | Hund hemma scho                                                      | — | AT19 (4 Wo.)AT | — |             |
| 2020 | Walpurgisnacht                                                       | — | AT62 (3 Wo.)AT | CH82 (1 Wo.)CH |             |
| 2024 | Stehaufmandl                                                         | — | AT70 (1 Wo.)AT | — |             |

### Kompilationen
- 2004: Aufgeigt weacht im Zillertal
- 2006: Hitmix
- 2007: Ursprung Buam Sonder Edition
- 2007: Diamanten der Volksmusik
- 2007: Star Edition
- 2008: Unsere schönsten volkstümlichen Schlager
- 2009: Erfolgshits der Ursprung Buam

### Videoalben
- 2005: Die großen Erfolge
- 2005: Ein Casanova kann nicht aufgeig’n
- 2007: Ursprung Buam – Live im Zillertal
- 2012: Das Beste – Live